# Burcht van Wolfsbarge
De Burcht van Wolfsbarge stond bij de Nederlandse buurtschap Wolfsbarge, provincie Groningen. Het ging mogelijk om middeleeuws steenhuis met ronde wallen en grachten aan de oostzijde van het Zuidlaardermeer. Mogelijk betrof het een mottekasteel of ringwalburcht.

## Geschiedenis
De ligging van de burcht was strategisch bij een doorgaande weg tussen Coevorden en de Ommelanden, op de grens van Drenthe met het Gorecht. Er zijn geen historische documenten bekend waarin de burcht wordt genoemd, dus het is ook niet bekend wie verantwoordelijk was voor de bouw. Het is aannemelijk dat de burcht in de eerste helft van de 13e eeuw is gebouwd om de naastgelegen landroute te bewaken. Het is tevens mogelijk dat de burcht verband houdt met de strijd van de Utrechtse bisschop Frederik van Blankenheim tegen de stad Groningen begin 15e eeuw.
In de jaren 50 van de 20e eeuw werd de burcht herontdekt op luchtfoto's. De concentrische ringen die zichtbaar waren, duidden op een ronde burcht, maar er volgde geen verder onderzoek. Overigens was er ook een theorie dat het hier ging om de 13e-eeuwse Mariakapel van Wolfsbarge; in de nabijheid lag immers ook een kerkhofje.
Nieuwe luchtfoto's in de jaren 70 maakten echter duidelijk dat het wel degelijk om een burcht moest gaan. Vanwege het diepploegen door de eigenaar was de donkere grachtvulling naar het oppervlak gekomen, zodat de loop van de grachten duidelijk te zien was op de foto's.
In 1986 vond archeologisch onderzoek plaats door het Biologisch-Archeologisch Instituut van de Rijksuniversiteit Groningen.

## Beschrijving
De burcht bestond uit een verhoogd eiland, omgeven door drie grachten en drie wallen. Het complex had een totale diameter van 125 meter. Het eiland zelf had een diameter van 34 meter. Volgens een ooggetuige was op het kasteeleiland nog tot in de 20e eeuw een spoor zichtbaar van funderingen. Het zou hierbij dan kunnen gaan om een vierkante zaaltoren van 15 bij 25 meter, gefundeerd op spaarbogen.
De binnenste gracht - rondom het kasteeleiland - was 10 tot 13 meter breed en 90 centimeter diep. De middelste gracht was met 4 tot 6 meter breedte een stuk smaller; de diepte kwam op 60 tot 70 centimeter. De buitengracht was 6,5 meter breed en slechts 50 centimeter diep.
Begin 19e eeuw werd het terrein gebruikt als hakbos. Vanaf 1830 werd het terrein omgevormd tot bouwland.
Bij het archeologisch onderzoek in 1986 werd bouwpuin aangetroffen, zoals restanten van bakstenen en dakpannen, grijze leem, hout en keien. Het meeste hiervan werd gevonden in de binnenste gracht. Het zal hierbij gaan om resten van de wallen en muren die tijdens het afbreken van de burcht in de gracht zijn terechtgekomen.
De kasteellocatie in vrijwel onherkenbaar in het landschap. Er is alleen nog een ronde perceelsloot die herinnert aan de buitengracht van de burcht.
Allersmaborg · Asingaborg (Middelstum) · Asingaborg (Ulrum) · Asingaborg (Warffum) · Aylbada · Breedenborg · Cortinghuis · Dijkumborg · Dijksterhuis · Ennemaborg · Ewsum · Fraeylemaborg · Piloersemaborg · Hanckemaborg · Iwema-steenhuis · Huis te Lellens · Menkemaborg · Menthedaborg ·Nienoord · Nittersum · Onstaborg · Scheltkema-Nijenstein · Kasteel Selwerd · Takuma · Verhildersum · Walkuma · Wedderborg · Burcht van Wolfsbarge